# Félix Pierre Jousseaume
Félix Pierre Jousseaume (* 12. April 1835 in Vervant; † 3. November 1921 in Chantilly) war ein französischer Arzt und Malakologe.

## Leben und Wirken
Félix Pierre Jousseaume studierte in Paris und promovierte 1862 im Fach Medizin, seine Doktorarbeit trägt den Titel „Des Végétaux parasites de l’Homme“. Nach seinem Studium blieb er in Paris und praktizierte dort als Arzt für Allgemeinmedizin. Er war Mitbegründer der Société zoologique de France, deren Präsident er 1878 war. Nach 1890 gab er seine bisherigen Tätigkeiten auf und widmete sich der Erforschung der Mollusken. Hierfür unternahm er zahlreiche Expeditionsreisen zum Roten Meer. Seine gesammelten Funde – in der Regel waren das Mollusken aber auch andere Wirbellose – übergab er dem Muséum national d’histoire naturelle. Jousseaume schrieb viele kurze wissenschaftliche Beiträge, welche hauptsächlich in den Fachzeitschriften Naturaliste, revue illustrée des sciences naturelles, les Nouvelles archives des missions scientifiques et littéraires, la Revue et magasin de zoologie und le Bulletin de la Société zoologique de France veröffentlicht wurden.
Er erforschte und bearbeitete die innere Systematik von Schneckenfamilien. Die folgenden Gattungen aus der Familie der Kaurischnecken wurden durch ihn 1884 aufgestellt und finden auch heute noch Verwendung: Ipsa, Luria, Staphylaea, Trona, Umbilia, Zoila, Zonaria. Ferner forschte er unter anderem an diesen Familien: Stachelschnecken (Muricidae), Bodenschnecken (Cecilioididae, syn. Ferussaciidae), Schließmundschnecken (Clausiliidae), Helmschnecken (Cassidae), Cerithioidea und Ahlenschnecken (Subulinidae).

## Ehrungen
Als Anerkennung seiner Arbeit wurden nach ihm mehrere Gattungen und Arten benannt:
Jousseaumea Sacco 1894, Jousseaumiella Bourne 1907, Metis jusseaumei (Richard), Amphibetaeus jousseaumei Coutière 1896, Neocallichirus jousseaumei (Nobili 1904), Murex jousseaumei Poirier 1883, Chlamys jousseaumei Bavay 1904, Cerithiopsis jousseaumei Jay & Drivas 2002 sowie Clathrosansonia jousseaumei (Bavai 1921).

## Schriften
- Description d'une espèce nouvelle de Coquille du Japon du genre Arca. In: The Humming Bird. A quaterly Scientific, Artistic and Industrial Review. Band 4, Nr. 4, 1894, S. 41–45 (online [abgerufen am 9. April 2013]).
- La Philosophie aux prises avec la Mer Rouge, le darwinisme et les 3 règnes des corps organisés. A. Maloine, Paris 1899.
- De l’Attraction et autres joyeusetés de la science. A. Maloine, Paris 1907.
- Impressions de voyage en Apharras [Texte imprimé], anthropologie, philosophie, morale d’un peuple errant berger et guerrier. 2 Bände, J.-B. Baillière et fils, Paris 1914.